# Andrus Ansip
Andrus Ansip (* 1. října 1956 Tartu) je estonský politik, v letech 2005–2014 premiér Estonska a také bývalý předseda Estonské reformní strany (Eesti Reformierakond). Od roku 2014 působí jako místopředseda Evropské komise a komisař pro digitální trh v Junckerově komisi.

## Život
Narodil se v estonském Tartu, kde absolvoval místní univerzitu v roce 1979 s diplomem z chemie. Předtím než vstoupil do politiky, se zabýval bankovnictvím a investicemi. Byl členem představenstva Rahvapank, předseda představenstva Livonia Privatisation IF a Fondiinvesteeringu Maakler AS. Kromě toho byl také předsedou přestavenstva Radia Tartu.

## Starosta Tartu
V roce 1998 byl Ansip zvolen starostou Tartu jako kandidát Reformní strany (Reformierakond), kde působil do roku 2004. Kandidoval do dřívějších parlamentních voleb, ale pokaždé se svého místa vzdal, aby mohl zůstat starostou.

## Předseda Reformní strany a ministr hospodářství
Když ministr hospodářství a komunikací Meelis Atonen musel na svůj post rezignovat, stal se Ansip 13. září 2004 jeho nástupcem v koaliční vládě Juhana Partse. 21. listopadu 2004 se stal Ansip předsedou Reformní strany, protože její zakladatel a dosavadní předseda, bývalý premiér Siim Kallas se stal evropským komisařem a viceprezidentem Evropské komise.

## Premiér
Dne 31. března 2005 ho estonský prezident Arnold Rüütel pověřil sestavením vlády poté, co premiér Juhan Parts 24. března podal demisi. Ansip sestavil koalici s Stranou středu (Keskerakond) a Lidovou unií (Rahvaliit), která byla schválena estonským parlamentem (Riigikogu) 12. dubna 2005. Jeho vládu podporovalo 53 ze 101 členů estonského parlamentu a 40 poslanců bylo proti této vládě. Ansip nato jako estonský premiér se svým kabinetem složil oficiálně slib 13. dubna 2005.

## Vyznamenání
- čestný důstojník Národního řádu za zásluhy – Malta, 30. dubna 2001[1]
- Řád bílé hvězdy III. třídy – Estonsko, 2. února 2005[2]
- velkodůstojník Řádu tří hvězd – Lotyšsko, 30. března 2009 – udělil prezident Valdis Zatlers[3]
- velkokříž Řádu za zásluhy – Litva, 17. května 2013[4]
- Řád státního znaku II. třídy – Estonsko, 4. února 2015[5]